# Stefan Čavor
Stefan Čavor (* 3. November 1994 in Kotor, Republik Montenegro, Bundesrepublik Jugoslawien) ist ein montenegrinischer Handballspieler, der beim deutschen Bundesligisten HSG Wetzlar spielt.

## Karriere

### Im Verein
Stefan Čavor spielte in seiner Heimat beim RK Budvanska Rivijera. Nachdem er in der Saison 2012/13 in der spanischen Liga ASOBAL beim BM Ciudad Real gespielt hatte, wechselte der 1,98 Meter große rechte Rückraumspieler 2013 nach Slowenien zu RK Celje. Von 2014 bis 2016 spielte Čavor in Ungarn für Csurgói KK. Im Oktober 2016 schloss er sich der HSG Wetzlar an, wo er den verletzten João Ferraz ersetzte.
Am 22. Dezember 2024 erzielte Čavor sein 857. Bundesligator für die HSG und wurde damit alleiniger Rekordhalter in der ewigen Torschützenliste des Vereins.

### In Auswahlmannschaften
Čavor gehört zum Kader der Montenegrinischen Nationalmannschaft, mit der er an der Europameisterschaft 2016 in Polen teilnahm. Mit Montenegro belegte er den 14. Platz bei der Europameisterschaft 2024.